# Boussais
Boussais – miejscowość i gmina we Francji, w regionie Nowa Akwitania, w departamencie Deux-Sèvres.
Według danych na rok 1990 gminę zamieszkiwały 422 osoby, a gęstość zaludnienia wynosiła 21 osób/km² (wśród 1467 gmin regionu Poitou-Charentes Boussais plasuje się na 611. miejscu pod względem liczby ludności, natomiast pod względem powierzchni na miejscu 396.).